# Entandrophragma delevoyi
Entandrophragma delevoyi är en tvåhjärtbladig växtart som beskrevs av De Wild.. Entandrophragma delevoyi ingår i släktet Entandrophragma och familjen Meliaceae. Inga underarter finns listade i Catalogue of Life.